# Jabria
Jabria  (in arabo جابرية‎?) è un centro abitato e comune rurale del Marocco situato nella provincia di Sidi Bennour, regione di Casablanca-Settat. Conta una popolazione di 19 676 abitanti (censimento 2014).